# 中島ノブユキ
中島 ノブユキ（なかじま ノブユキ、1969年7月31日 - ）は、日本の作曲家、編曲家、ピアニスト、音楽プロデューサー。

## 来歴
1969年、群馬県に生まれる。新島学園中学校・高等学校、日本大学藝術学部卒業の後、フランスに渡りパリで作曲を学ぶ。
幼少期より祖父に連れられ映画館に通い映画に親しむ。2006年に自身初のソロアルバムとして『エテパルマ』以降、オリジナル作品を発表。また映画『人間失格』で初のサウンドトラックを手がける。以降映画『悼む人』、NHK大河ドラマ『八重の桜』、アニメーション『たまゆら』等の音楽を担当する。2011年4月6日に渋谷CLUB QUATTROで行われた震災復興支援チャリティーコンサート「Together for Japan」で ジェーン・バーキン の伴奏ピアニストを務めたことをきっかけに、2011年10月から、ワールドツアー「Jane Birkin sings Serge Gainsbourg “VIA JAPAN”」の音楽監督／ピアニストとして参加（アメリカ、カナダ、ヨーロッパ大陸、大州、オーストラリア、韓国、日本など27か国、約70公演）。2016年より再びジェーン・バーキン ワールドツアー「GAINSBOURG SYMPHONIQUE」にオーケストラ編曲及びピアニストとして参加し、そのスタジオ録音盤となる「Birkin Gainsbourg - le symphonique」が2017年3月世界発売された。2017年よりパリに拠点を移す。以降、オーケストラ編曲／ピアニストとして「PIAF SYMPHONIQUE」（2019年 ニースにて初演）、「DANDY SYMPHONIQUE」（2020年 モンペリエにて初演）に参加している。「24のプレリュードとフーガ」の作曲をライフワークとしている。

## ディスコグラフィー

### ソロ・アルバム
- エテパルマ 〜 夏の印象 〜 / ETE,Palma 〜 a vague impression of the summer 〜（2006年）
- パッサカイユ / PASSACAILLE（2007年）
- メランコリア / MELANCOLIA（2010年）
- カンチェラーレ / Cancellare（2012年）
- クレール・オブスキュア / clair-obscur（2014年）
- 散りゆく花 / broken blossoms（2015年）

### サウンド・トラック
- 人間失格（2010年）
- たまゆら（2010年）
- たまゆら~hitotose~（2011年）
- 八重の桜 I, II, III （2013年）
- 八重の桜 コンプリート盤（2014年）
- 悼む人（2015年）

### コンピレーション
- Ibiza Sundowner Presented By José Padilla （2012年）Thinking of You (NN's Dreamy Mix) 収録。

### その他
- ピアノナ / pianona （2011年）
- Thinking Of You EP （12inch Vinyl / 2011年）

## 代表的な作曲作品

### 映画
- 人間失格 （dir. 荒戸源次郎 2010年）
- 悼む人 （dir. 堤幸彦 2015年）
- good-bye （dir. 羽生敏博 2015年）
- しんしん （dir. 山中有 2020年）

### ドラマ
- 東京裁判 （NHKスペシャルドラマ / 2016年） テーマ音楽
- 八重の桜 （NHK 大河ドラマ / 2013年） 第42回エミー賞（Emmy Award）ドラマ部門にノミネート作品
- 神様のボート （dir. 源孝志 / NHK-BS / 2013年）
- いねむり先生 （dir. 源孝志 / テレビ朝日 / 2013年）
- リキッド ～鬼の酒 奇跡の蔵 （dir. 源孝志 / NHK-BS / 2015年）
- ビューティフル・スロー・ライフ （dir. 源孝志 / NHK総合 / 2015年）
- 誤断 （WOWOW 連続ドラマW / 2015年）
- しあわせは食べて寝て待て（NHK総合 ドラマ10 / 2025年）

### アニメ
- たまゆら OVA （dir. 佐藤順一 2010年）
- たまゆら 〜hitotose〜 （dir. 佐藤順一 2011年）
- たまゆら 〜もあぐれっしぶ〜 （dir. 佐藤順一 2013年）
- たまゆら 〜卒業写真　第一部 芽（きざし）〜 （dir. 佐藤順一 2015年）
- たまゆら 〜卒業写真　第二部 響（ひびき）〜 （dir. 佐藤順一 2015年）
- たまゆら 〜卒業写真　第三部 憧（あこがれ）〜 （dir. 佐藤順一 2015年）

### TV番組
- 旅のチカラ （NHK-BS / 2011年 - ） メインテーマ 楽曲名「その一歩を踏み出す」
- オルセー美術館 （NHK-8K / 2020年）
- いきもの水中美術館 （NHK-4K / 2020年）

### TV CM
- ナショナル（2007）
- ツムラ製薬（2007 - 2011）
- LION（2008）
- パナソニック（2008）
- NOTTV（2012年）
- RAYCOP（2013年）
- JR東海「そうだ 京都、行こう。」（2014年 春）
- キリンビバレッジ「生茶」楽曲 いつでも夢を：編曲（2015年）
- JT（日本たばこ）：編曲（2015年）
- グリコ（2015年）
- ダイドードリンコ「ダイドーブレンド 泡立つプレミアム」他（2015年 - 2016年）

他

### 広告／インスタレーション
- Sally Scott 2010 Spring Collection（2010年 菊地敦己 監督作品）
- Sony Aquarium(銀座ソニービル) 4Kシアター「手織りの鳴る島」（2013年 山中有 監督作品）
- FREE PETS（2014年 信藤三雄 監督作品）
- コメ展 21_21 DESIGN SIGHT（2014年 山中有 監督作品）
- ミツカン MIM館内音楽（2015年 山中有 監督作品）
- イサム・ノグチ庭園美術館（2017年 山中有 監督作品） 提供楽曲名：灯火 〜 記憶の中のイサム・ノグチ 〜
- エスビー食品 本生「わさびのはなし」篇[1]（2017年 山中有 監督作品） 楽曲：かぞくのうた 歌唱／歌詞 坂本美雨

## その他の参加作品

### 編曲を担当した主なコンサート
- ジェーン・バーキン「Jane Birkin sings Serge Gainsbourg “VIA JAPAN”」ワールドツアー（27か国、約70公演）2011年10月〜2013年7月 音楽監督／ピアニスト
- NHK 紅白歌合戦 「花は咲く」編曲  2013年
- intoxicate presents〈TOUCH OF CLASSIC-SATIE-〉2015年
- 畠山美由紀 メモリアル・シンフォニック・コンサート 2016 with 東京ニューシティ管弦楽団　オーケストラ編曲／ピアニスト
- Jane Birkin 「GAINSBOURG SYMPHONIQUE」ワールドツアー 2016年 - オーケストラ編曲／ピアニスト
- 「PIAF SYMPHONIQUE」ワールドツアー 2019年 - オーケストラ編曲／ピアニスト
- fr:Alain_Chamfort「DANDY SYMPHONIQUE」ワールドツアー 2020年 - オーケストラ編曲／ピアニスト

### 主なコラボレーション作品
- REVOLUCION  タップダンサー熊谷和徳と東京フィルハーモニー交響楽団の共演作品。音楽監修／作曲、オーケストレーション（2010年）
- une petite fille  Jane Birkin （Text & Voice）+ Nobuyuki Nakajima（Music & Piano）を kizunaworld.org より配信（2012年）

### 編曲を担当した主な録音作品
- ジェーン・バーキン ： Birkin Gainsbourg - le symphonique （オーケストラ編曲／ピアノ）
- 菊地成孔とペペ・トルメント・アスカラール ： 記憶喪失学、野生の思考 他（楽曲提供／サウンドプロデュース／編曲）
- UA×菊地成孔 ： cure jazz（サウンドプロデュース／編曲）
- 畠山美由紀 ： Live at Gloria Chapel、rain falls（サウンドプロデュース／編曲）
- 持田香織 ： manu a manu、美しき麗しき日々（サウンドプロデュース／編曲）
- ゴンチチ ： VSOD -Very Special Ordinary Days-、我流一筋（サウンドプロデュース／編曲）
- VA ジョビニアーナ〜愛と微笑みと花 ：（サウンドプロデュース／編曲）
- SMAP ： Gift of SMAP（ストリングス編曲）
- 高木正勝 ： Private / Public（ストリングス編曲）
- 菊地成孔 ： 南米のエリザベス・テーラー、DEGUSTATION A JAZZ（ストリングス編曲）
- 森山直太朗 ： 若者たち（ストリングス編曲）
- THE BLUE HEARTS ： 30th anniversary re-mixアルバム「re-spect」（remix）
- 宮本笑里 ： 辿り着く場所（楽曲提供）
- 純名里沙 ：アルバム『う・た・が・た・り』（ストリングス編曲）